# Atletismo nos Jogos Pan-Americanos de 1971 - Salto em altura feminino
A prova do salto em altura feminino nos Jogos Pan-Americanos de 1971 foi realizada em Cali, Colômbia.

## Medalhistas
| Ouro                     | Prata                   | Bronze                   |
| Deborah Brill CAN Canadá | Audrey Reid JAM Jamaica | Andrea Bruce JAM Jamaica |

## Resultados
| Posição           | Nome             | Nacionalidade      | Marca | Notas |
| ----------------- | ---------------- | ------------------ | ----- | ----- |
| Medalha de ouro   | Deborah Brill    | CAN Canadá         | 1.85  |       |
| Medalha de prata  | Audrey Reid      | JAM Jamaica        | 1.75  |       |
| Medalha de bronze | Andrea Bruce     | JAM Jamaica        | 1.70  |       |
| 4                 | Brenda Simpson   | USA Estados Unidos | 1.65  |       |
| 5                 | Marima Rodríguez | CUB Cuba           | 1.65  |       |
| 6                 | Pat Wilson       | CAN Canadá         | 1.60  |       |
| 7                 | Sue Parks        | USA Estados Unidos | 1.60  |       |
| 8                 | Maria Cipriano   | BRA Brasil         | 1.60  |       |